# Alternaria poonensis
Alternaria poonensis är en svampart som beskrevs av Ragunath 1963. Alternaria poonensis ingår i släktet Alternaria och familjen Pleosporaceae.   Inga underarter finns listade i Catalogue of Life.